# Trani
Trani je morsko pristanišče s 55.000 prebivalci v Apuliji, v južni Italiji, ob Jadranskem morju, 40 kilometrov po železnici zahodno-severozahodno od Barija. Je eno od glavnih mest pokrajine Barletta-Andria-Trani.

## Zgodovina
Mesto Turenum se prvič pojavi v Tabula Peutingeriana, kopiji starodavnega rimskega zemljevida iz 13. stoletja. Ime, ki se piše tudi Tirenum, je bilo ime grškega junaka Diomeda, junaka v grški mitologiji, znanega po sodelovanju v trojanski vojni. Mesto so pozneje zasedli Langobardi in Bizantinci. Prve določene novice o mestnem naselju v Traniju pa segajo šele v 9. stoletje.
Najbolj cvetoča doba Tranija je bilo 11. stoletje, ko je postal škofovski sedež namesto Canosa, ki so ga uničili Saraceni. Njegovo pristanišče, dobro umeščeno za križarske vojne, se je nato močno razvilo in postalo najpomembnejše na Jadranskem morju. Leta 1063 je Trani izdal Ordinamenta et consuetudo maris, ki je »najstarejši ohranjeni zakonik o pomorskem pravu latinskega zahoda«. V Traniju je bila tudi judovska skupnost, ki je bila pod zaščito kralja, dokler ni bila v času vladavine Henrika VI. ob koncu 12. stoletja dana nadškofu Samaru. V tistem obdobju so se v Traniju ustalile številne velike družine iz glavnih italijanskih pomorskih republik (Amalfi, Pisa, Genova in Benetke). Trani je imel od 12. stoletja konzula v Benetkah. Prisotnost drugih konzulatov v številnih središčih severne Evrope, tudi v Angliji in na Nizozemskem, kaže na Tranijevo trgovski in politični pomen v srednjem veku. Cesar Friderik II. je v Traniju zgradil ogromen grad. Pod njegovo vladavino je mesto v začetku 13. stoletja doseglo najvišjo točko bogastva in blaginje.
V 19. stoletju je prišlo do določenega gospodarskega napredka in do leta 1881 je število prebivalcev doseglo 25.647. Trani je bil v tem času pomembna trgovska točka za vino, sadje in žito.

### Zgodovina Judov
Benjamin iz Tudele je okoli leta 1159 obiskal Trani, po tem obisku pa je tam našel 200 judovskih družin. V 12. stoletju je bil Trani že ena največjih judovskih skupnosti v južni Italiji in je bil rojstni kraj enega največjih srednjeveških rabinov Italije: rabin Isaiah ben Mali di Trani (ok. 1180–1250), plodovit in ugleden komentator in halahična avtoriteta. Veliki talmudist rabin Moses ben Joseph di Trani (1505–1585) se je rodil v Solunu, tri leta po tem, ko je njegova družina pobegnila tja iz Tranija zaradi antisemitskega preganjanja.
Trani je pod anžujsko in aragonsko oblastjo (14.–16. stoletje) zašel v krizo, saj je bila njegova judovska skupnost preganjana pod pritiskom dominikancev. Pod Bourboni pa je Trani spet dobil določen sijaj, zahvaljujoč splošno izboljšanemu stanju gospodarstva južne Italije in gradnji več veličastnih stavb. Trani je bil glavno mesto province do Napoleonove dobe, ko mu je Joachim Murat ta status odvzel v korist Barija. Poleg tega so francoske čete leta 1799 izzvale pokol Tranijevega prebivalstva, saj se je ta pridružil Neapeljski republiki.
Sinagoga Scolanova je preživela in je bila po mnogih stoletjih kot cerkev ponovno posvečena kot sinagoga. Cerkev Sant'Anna je še ena srednjeveška nekdanja sinagoga.

## Lega
Trani je ob jadranski obali, med krajema Barletta in Bisceglie, meji na občine Andria, Barletta, Bisceglie in Corato v pokrajini Bari.

## Znamenitosti
Številne zgodovinske stavbe v Traniju, kot je stolnica, so bile zgrajene iz naravnega kamna z današnjim trgovskim imenom pietra tranese. Ta svetel in rdečkast naravni kamen daje mestu izrazit značaj. Še vedno se pridobiva v več kamnolomih po mestu in prodaja po vsej Evropi.
Trani je sicer izgubil staro mestno obzidje in bastijone, vendar je bila utrdba iz 13. stoletja obsežno obnovljena kot muzej in prizorišče kulturnih prireditev ter je odprta za javnost. Castello Svevo je stavba Friderika II. Hohenstaufna, zgrajena od leta 1233 in dokončana leta 1249. Friderikov sin Manfred se je v utrdbi poročil s svojo drugo ženo Heleno Ducas. Pod vladavino Anžujcev je bil grad razširjen po načrtih francoskega vojaškega arhitekta Pierra d'Angicourta. Leta 1533 je cesar Karel V. dal utrdbo razširiti in utrditi zaradi napredka v tehnologiji orožja, zlasti strelnega orožja, tako na morju kot na kopnem. Dva obstoječa vogalna stolpa sta bila razširjena v bastijone. Med letoma 1586 in 1677 je bila trdnjava sedež kraljevega dvora.
Torre dell'Orologio (stolp z uro) v starem mestnem jedru je občina zgradila leta 1473 poleg zvonika cerkve San Donato in je drugi najvišji stolp v mestu. Je eden redkih primerov javne ure v Neapeljskem kraljestvu.
Palazzo Caccetta - palačo v beneških gotskih oblikah z ornamentiko, ki so jo navdihnili Normani, je med letoma 1451 in 1456 zgradil transki trgovec Simone Caccetta. Od leta 1495 do 1509 je bila sedež beneške uprave v Traniju. Od leta 1642 je palača služila kot samostan karmeličanom.
Nekatere ulice na območju geta in okoli njega ostajajo takšne, kot so bile v srednjem veku, številne hiše pa imajo več ali manj normansko dekoracijo. 
Glavna cerkev je stolnica, posvečena svetemu Nikolaju romarju  (Italijansko Nicola il Pellegrino; grško Άγιος Νικόλαος ο Προσκυνητής, 1075 – 2. junij 1094), Grku, ki je umrl v Traniju leta 1094 na poti v Rim, nekaj let pozneje pa ga je papež Urban II. kanoniziral. Leži na dvignjenem odprtem mestu ob morju in je bila posvečena leta 1143, preden je bila dokončana. Je bazilika s tremi apsidami, zgrajena v značilnem belem lokalnem apnencu. Ima tudi veliko kripto in visok stolp, ki ga je v letih 1230–1239 postavil arhitekt Nicolaus Sacerdos, katerega ime je na ambonu v stolnici v Bitontu. Pod stolpom ima lok, ki je deloma podprt na stranski steni cerkve, deloma pa na masivnem stebru. Loki romanskega portala so lepo ornamentirani, na način, ki kaže na arabski vpliv; bronasta vrata, ki jih je leta 1175 izvedel Barisanus iz Tranija, sodijo med najboljša v svojem obdobju v južni Italiji. V notranjosti stavbe so razstavljena originalna vrata, zunaj pa je postavljena zvesta replika, odprta leta 2012.  Kapiteli stebrov v kripti so lep primer romanike. Notranjost stolnice je bila močno posodobljena, vendar je kripta ostala podobna izvorni in je bila znano skladišče relikvij, med katerimi je tudi telo vhodne mučenke sv. Febronie, od katere je v škofijskem muzeju še danes mogoče občudovati dragocen relikviarij 18. stoletja in ovalno sliko.
V bližini pristanišča je gotska palača beneških dožev, ki se danes uporablja kot semenišče. 
Cerkev Ognissanti, ki je bila nekoč kapela hospica vitezov templjarjev. Kot je v Historia traslationis Sancti Nicolai Peregrini poročal Diacono Amado, škof Bisceglie, so imeli templjarji podružnico v Traniju že pred letom 1153. Trani je bil pomembno oporišče viteških redov na poti na Bližnji vzhod in v Jeruzalem. Ob cerkvi je bil dom za jeruzalemske romarje. Vzhodno pročelje cerkve s tremi polkrožnimi apsidami je obrnjeno proti pristanišču. Pred triladijsko baziliko je prostoren portik, v katerem se v notranjost odpirajo trije portali. V luneti nad glavnim portalom je romanski relief z upodobitvijo Marijinega oznanjenja.
Cerkvi San Giacomo in San Francesco imata tudi romansko pročelje; slednja ima skupaj s Sant'Andreo bizantinske kupole.
Samostan in cerkev S. Maria di Colonna, ki je na Capo Colonna, približno 2 km od centra mesta. Samostan so leta 1068 ustanovili benediktinci, od leta 1427 pa so ga naselili frančiškani, dokler ni bil profaniziran leta 1867. Cerkev je triladijska stebrna bazilika z zvonikom iz 13. stoletja.
Villa Communale je Tranijev občinski park ob morju. Park s sredozemskimi drevesi, drevoredi, fontanami in vodnimi objekti je bil zgrajen na zemljišču, ki ga je mestu leta 1823 podarila družina Antonacci. Park je poln spomenikov, skulptur in starodavnih najdb, vključno s šestimi miljniki rimske Via Traiana.

## Gospodarstvo
Ozemlje Tranija prideluje odlično vino, Moscato di Trani; in njegove fige, oljčno olje, mandlji in žito so tudi dobičkonosni predmeti trgovine.

## Ljudje
- Manfred Sicilski (1232 – 1266), sicilski kralj in sin Friderika II., poročen s Heleno Ducas tukaj leta 1259
- Giovanni Bovio, (1837 – 1903), filozof in politik
- Antonio Piccinni, (1846 - 1920), slikar
- Domenico Sarro, (1679 – 1744), skladatelj